# ماسکاریتا دورادا
ماسکاریتا دورادا (انگلیسی: Mascarita Dorada؛ زادهٔ ۱۹ فوریهٔ ۱۹۸۲) کشتی‌گیر کشتی حرفه‌ای اهل مکزیک است.